# Jessi
Jessi (hangul: 제시, Csesi, RR: Jesi), születési nevén Jessica Ho, koreai nevén Ho Hjondzsu (hangul: 호현주, RR: Ho Hyeon-ju; New York, 1988. december 17.–) koreai-amerikai rapper, énekesnő, az Unpretty Rapstar című tehetségkutató műsorral vált ismertté.

## Élete és pályafutása

### Kezdeti pályafutása,Unpretty Rapstar
2005-ben debütált Get Up című kislemezével. 2006-ban átvette Jun Mire (Yun Mirae) helyét az Uptown együttes Testimony című nagylemezén. 2009 januárjában megjelent második kislemeze, The Rebirth címmel. Ezt követően visszatért Amerikába egy időre.
2014-ben a Lucky J hiphoptrió  tagja lett, akikkel Can You Hear Me címmel adott ki kislemezt.
2015 elején az Unpretty Rapstar című tehetségkutató-versenyben vett részt, melyben női rapperek versenyeztek egymás ellen. Jessit második helyen hozta ki a közönségszavazat. 2015 áprilisában JYP Who's Your Mama? című kislemezén és videóklipjében működött közre. Szeptember 15-én megjelent Sszenonni (쎈언니, Sseneonni) című kislemeze. Október 16-án lépett fel először az Egyesült Államokban, Los Angelesben, a Mighty Mouth-szal.
2016-ban beválogatták a Sister's Slam Dunk című televíziós műsorba. 2017-ben megjelent első minialbuma, a Un2verse. 2018 júliusában Down címmel adott ki kislemezt.

### P Nation,Nuna
Jessi 2019 januárjában Psy saját alapítású kiadójához, a P Nationhöz szerződött, majd szeptemberben kijött az első kislemeze az új kiadó égisze alatt, Who Dat B címmel. A dal nyolcadik helyen végzett a Billboard World Digital Song Sales slágerlistáján és 68. volt a Korea K-Pop Hot 100 listán. Novemberben Jay Parkkal közösen jelent meg Drip című kislemeze, mely 16. volt a World Songs slágerlistán.
2020. június 4-én Jessi's Showterview címmel saját varietéműsora indult az SBS Mobidic YouTube-csatornáján. Július 30-án látott napvilágot Nuna című középlemeze. A róla kimásolt Nunu Nana című dal második helyen végzett a Kaon (Gaon) digitális kislemezlistáján, ez Jessi addigi legmagasabb helyezése volt az országos slágerlistán. Augusztus 14-én a Numb című dalhoz is bemutattak egy videóklipet. Augusztus 20-án Jessi a Hangout with Yoo című varietéműsor szereplője lett mint a Refund Sisters (환불 원정대) supergroup tagja, akikkel októberben Don't Touch Me címmel adott ki kislemezt. A dal két hétig vezette a Kaon (Gaon) digitális listáját.
2021. március 17-én Jessi újabb szólókislemezt jelentetett meg, What Type of X (어떤X) címmel.

## Diszkográfia

### Középlemezek
| Cím                                                       | Adatok | Legmagasabb helyezés | Eladás |             |
| Cím                                                       | Adatok | KOR                  | Eladás | US World    |
| --------------------------------------------------------- | --- | -------------------- | ------ | ----------- |
| Get Up                                                    | - Megjelenés:2005. december 1. - Kiadó: Doremi Records - Formátum: CD, digitális letöltés Számlista 1. W.T.H 2. Missin' U (Korean Ver.) 3. Get Up 4. 1-2 Step (Korean Ver.) 5. Give It All 6. Missin' U (English Ver.) 7. All I Need... 1-2 Step (English Ver.) 8. The Christmas Song | —                    | —      | - KOR: 1926 |
| Un2verse                                                  | - Megjelenés: 2017. július 13. - Kiadó: YMC Entertainment - Formátum: CD, digitális letöltés | 31                   | 4      | - KOR: 1091 |
| Nuna                                                      | - Megjelenés: July 30, 2020 - Kiadó: P Nation - Formátum: digitális letöltés | —                    | —      | N/A         |
| "—" nem szerepelt a listán vagy nem jelent meg a régióban | |                      |        |             |

### Kislemezek szólóelőadóként
| Cím                                                       | Év   | Legmagasabb helyezés | Legmagasabb helyezés | Legmagasabb helyezés | Legmagasabb helyezés | Legmagasabb helyezés | Eladás         | Album                                         |
| Cím                                                       | Év   | KOR                  | KOR Hot              | NZ Hot               | SGP                  | US World             | Eladás         | Album                                         |
| --------------------------------------------------------- | ---- | -------------------- | -------------------- | -------------------- | -------------------- | -------------------- | -------------- | --------------------------------------------- |
| Get Up                                                    | 2005 | —                    | —                    | —                    | —                    | —                    | N/A            | Get Up                                        |
| Life Is Good (인생은 즐거워)                              | 2009 | —                    | —                    | —                    | —                    | —                    | N/A            | The Rebirth                                   |
| Unpretty Dreams                                           | 2015 | 11                   | —                    | —                    | —                    | —                    | - KOR: 250 119 | Compilation Album Unpretty Rapstar Semi Final |
| I Want to Be Me (나이고 싶어)                             | 2015 | 31                   | —                    | —                    | —                    | —                    | - KOR: 60 061  | Nem jelent meg albumon                        |
| Ssenunni (쎈언니)                                         | 2015 | 29                   | —                    | —                    | —                    | —                    | - KOR: 110 808 | Nem jelent meg albumon                        |
| Raise Your Heels (뒷꿈치 들어) (feat. Dok2)               | 2015 | 94                   | —                    | —                    | —                    | —                    | - KOR: 24 074  | Nem jelent meg albumon                        |
| Excessive Love (살찐 사랑)                                | 2016 | 65                   | —                    | —                    | —                    | —                    | - KOR: 33 087  | Nem jelent meg albumon                        |
| Don't Make Me Cry (울리지마)                              | 2017 | 85                   | —                    | —                    | —                    | —                    | - KOR: 18 434  | Nem jelent meg albumon                        |
| Gucci                                                     | 2017 | 99                   | —                    | —                    | —                    | 9                    | - KOR: 22 251  | Un2verse                                      |
| Down                                                      | 2018 | —                    | —                    | —                    | —                    | —                    | N/A            | Nem jelent meg albumon                        |
| Who Dat B                                                 | 2019 | —                    | 68                   | —                    | —                    | 8                    | N/A            | Nuna                                          |
| Drip (feat. Jay Park)                                     | 2019 | —                    | —                    | —                    | —                    | 16                   | N/A            | Nuna                                          |
| Nunu Nana (눈누난나)                                      | 2020 | 2                    | 2                    | —                    | 17                   | 17                   | N/A            | Nuna                                          |
| Numb                                                      | 2020 | —                    | —                    | —                    | —                    | —                    | N/A            | Nuna                                          |
| What Type of X (어떤X)                                    | 2021 | 38                   | 30                   | 40                   | —                    | 5                    | N/A            | Nem jelent meg albumon                        |
| "—" nem szerepelt a listán vagy nem jelent meg a régióban |      |                      |                      |                      |                      |                      |                |                                               |